# نیکولا تومولرو

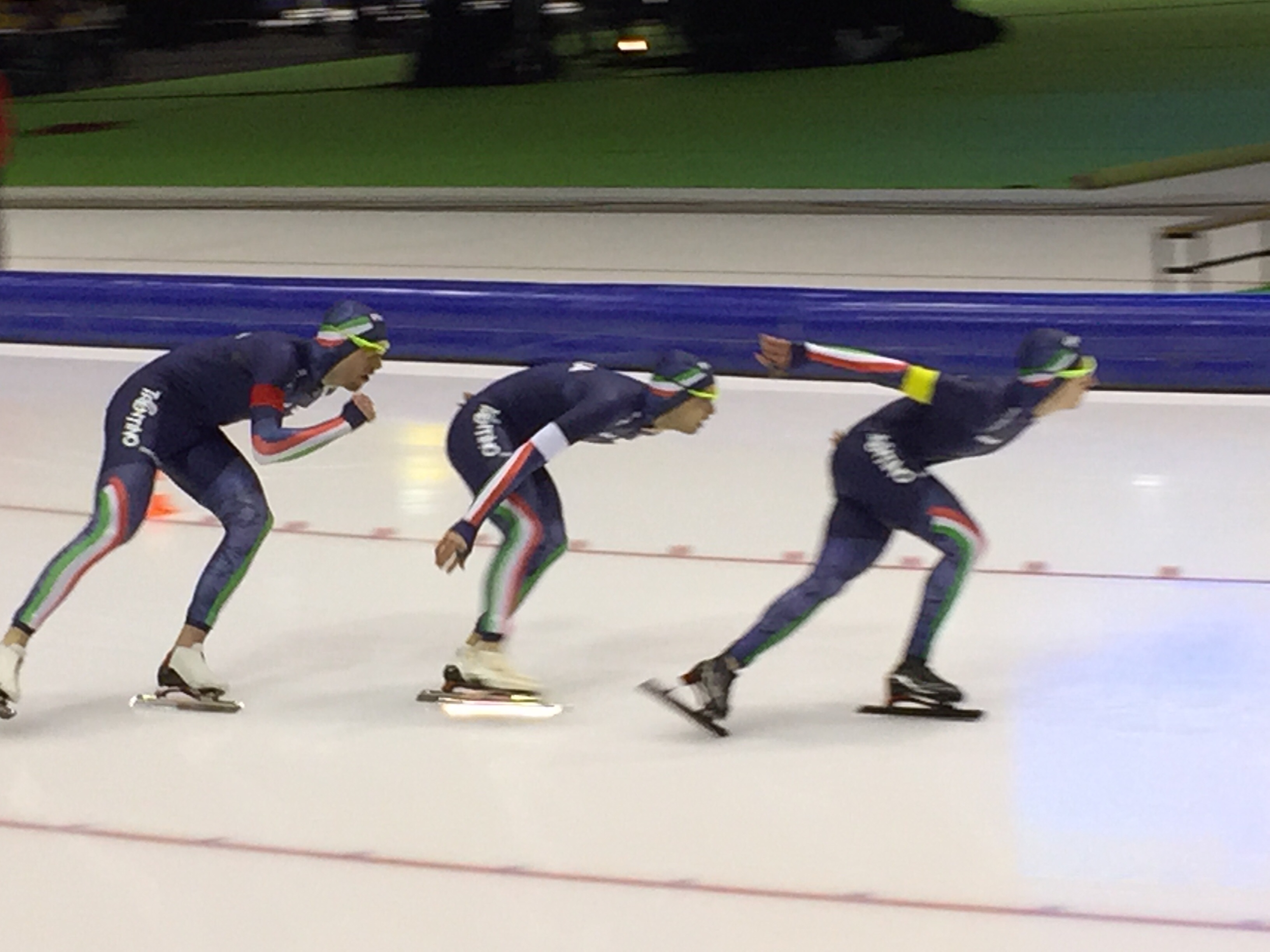
بازی های المپیک سال ۲۰۱۸

نیکولا تومولرو (انگلیسی: Nicola Tumolero؛ زادهٔ ۲۴ سپتامبر ۱۹۹۴) اسکیت‌باز سرعت اهل ایتالیا است.